# Karan Soni
Karan Soni (Nueva Delhi, 8 de enero de 1989) es un actor indio. Logró el reconocimiento internacional tras interpretar el papel de Dopinder en la trilogía de películas de Deadpool (2016-2024).
Otros de sus créditos en cine incluyen Goosebumps (2015), Cazafantasmas (2016), Unicorn Store (2017) y Pokémon: Detective Pikachu (2019).

## Filmografía

### Cine
| Año  | Título                              | Rol                                 | Notas         |
| ---- | ----------------------------------- | ----------------------------------- | ------------- |
| 2010 | Kaka Nirvana                        | Kemal                               | Corto         |
| 2012 | Safety Not Guaranteed               | Arnau                               |               |
| 2012 | Bit by Bit                          | Chander                             | Corto         |
| 2014 | Supremacy                           | Vendedor                            |               |
| 2014 | Obedient Artists                    | Jaxton                              |               |
| 2015 | Goosebumps                          | Señor Rooney                        |               |
| 2016 | Deadpool                            | Dopinder                            |               |
| 2016 | Chee and T                          | Roger Raval                         |               |
| 2016 | The Sweet Life                      | Vendedor                            |               |
| 2016 | Mono                                | Amit Chowdury                       |               |
| 2016 | Ghostbusters                        | Benny                               |               |
| 2016 | Office Christmas Party              | Nate                                |               |
| 2017 | Rough Night                         | Raviv                               |               |
| 2017 | And Then There Was Eve              | Zain                                |               |
| 2017 | Unicorn Store                       | Kevin                               |               |
| 2017 | Creep 2                             | Dave                                |               |
| 2018 | Little Bitches                      | Andy                                |               |
| 2018 | Deadpool 2                          | Dopinder                            |               |
| 2018 | Better Start Running                | Nelson                              |               |
| 2018 | Office Uprising                     | Mourad                              |               |
| 2019 | Corporate Animals                   | Freddie                             |               |
| 2019 | Pokémon: Detective Pikachu          | Jack                                |               |
| 2019 | Super Intelligence                  | Ahmed                               |               |
| 2019 | Quizás para siempre                 | Tony                                |               |
| 2020 | Limited Partners                    |                                     | Posproducción |
| 2020 | Trolls World Tour                   | Riff                                | Voz           |
| 2023 | Spider-Man: Across the Spider-Verse | Pavitr Prabhakar / Spider-Man India | Voz           |
| 2024 | Deadpool & Wolverine                | Dopinder                            |               |
| 2024 | A Nice Indian Boy                   | Naveen                              |               |